# Rogozkino (rejon wołogodzki)
Rogozkino (ros. Рогозкино) – wieś w Rosji, w rejonie wołogodzkim obwodu wołogodzkiego. W 2010 r. liczyła 1 mieszkańca.